# Golubinci
Golubinci (Голубинци) település Szerbiában, a Vajdaságban, a Szerémségi körzetben, Ópazova községben.

## Demográfiai változások
| 1948  | 1953  | 1961  | 1971  | 1981  | 1991  | 2002  |
| ----- | ----- | ----- | ----- | ----- | ----- | ----- |
| 4 724 | 4 763 | 4 821 | 4 741 | 4 510 | 4 497 | 5 129 |